# Shining Star (松田聖子のアルバム)
『Shining Star』（シャイニング・スター）は、松田聖子通算50枚目のオリジナル・アルバム。2016年6月8日発売。発売元はEMI Records。

## 解説
前作『Bibbidi-Bobbidi-Boo』から1年ぶりのリリース。松田聖子（SEIKO名義含）のオリジナル・アルバムでは通算50枚目となる記念作品。デビュー35周年記念としてリリースされた両A面シングル『永遠のもっと果てまで／惑星になりたい』を含む。

## 収録曲
全作詞・作曲：松田聖子（特記以外）
1. Shining Star
  - 編曲：野崎洋一
2. It's a wonderful life
  - 編曲：野崎洋一
3. Summer Time Magic
  - 編曲：野崎洋一
  - メガネトップ「眼鏡市場」CMソング
4. あなたへの想い
  - 編曲：松本良喜
5. Take a chance!!
  - 編曲：野崎洋一
6. ずっと愛してるから
  - 編曲：野崎洋一
7. Melody♪
  - 編曲：松本良喜
8. Guardian Angel
  - 編曲：野崎洋一
9. 惑星になりたい
  - 作詞：松本隆／作曲：呉田軽穂／編曲：中田ヤスタカ
10. 永遠のもっと果てまで
  - 作詞：松本隆／作曲：呉田軽穂／編曲：松任谷正隆
  - 映画『PAN 〜ネバーランド、夢のはじまり〜』日本語吹替版主題歌
  - JR東日本「BRT」テーマソング

### DVD（初回限定盤Aのみ）
1. The Story of Shining Star（Music Clip）
2. ※新録8曲が繋がったスペシャルムービー
3. 永遠のもっと果てまで（Music Clip）
4. 惑星になりたい（「The Story of Shining Star」Off Shot Clip）
5. オリジナルアルバム50作記念スペシャルインタビュー